# John Livingstone
John Livingstone ou Livingston nasceu em Kilsyth, em 21 de junho de 1603.
Ele foi educado na Stirling High School e formou-se com um mestrado na Universidade de Glasgow em 1621. Contra a vontade de seu pai, ele preferiu entrar no ministério a adotar a vida de um cavalheiro do interior. Ele estudou teologia em St Andrews e foi licenciado em 1625. Por um tempo ele ajudou o ministro de Torphichen, e depois foi capelão da condessa de Wigtown em Cumbernauld. Enquanto ocupava o último cargo, ele participou do renascimento memorável em Kirk of Shotts. Ele recusou apresentações a várias paróquias, principalmente por causa de sua relutância em obedecer aos Cinco Artigos de Perth. Em 1630 ele foi para a Irlanda, a convite do Visconde Clandeboye, e se tornou ministro de Killinchy, County Down, sendo ordenado por Andrew Knox, bispo de Raphoe, e uma companhia de ministros escoceses que haviam assumido uma espécie de posição intermediária entre o presbiterianismo e Prelacy.